# Avon-by-the-Sea
Avon-by-the-Sea es un borough ubicado en el condado de Monmouth en el estado estadounidense de Nueva Jersey. En el año 2010 tenía una población de 1,901 habitantes y una densidad poblacional de 1,357.8 personas por km².

## Geografía
Avon-by-the-Sea se encuentra ubicado en las coordenadas 40°11′28″N 75°0′53″O / 40.19111, -75.01472.

## Demografía
Según la Oficina del Censo en 2000 los ingresos medios por hogar en la localidad eran de $60,192 y los ingresos medios por familia eran $80,605. Los hombres tenían unos ingresos medios de $53,125 frente a los $35,857 para las mujeres. La renta per cápita para la localidad era de $41,238. Alrededor del 2.7% de la población estaba por debajo del umbral de pobreza.